# دایسوکهوکو
دایسوکهوکو (به انگلیسی: Daisuke Oku) بازیکن فوتبال اهل ژاپن و عضو تیم ملی فوتبال ژاپن است که در تاریخ ۲۸ اکتبر ۱۹۹۸ میلادی اولین بازی ملی‌اش را انجام داد. او در ۲۶ بازی ملی حضور داشت و آخرین بازی ملی خود را در تاریخ ۷ فوریه ۲۰۰۴ میلادی انجام داد. دایسوکهوکو در بازی‌های ملی‌اش
۲ گل به ثمر رساند.